# Le Génie du Mal
 Le Génie du Mal (installé en 1848), connu officieusement en anglais sous le nom de  Lucifer ou The Lucifer of Liège, est une sculpture religieuse exécutée en marbre blanc par l'artiste belge Guillaume Geefs.
Cet ange déchu est un élément constitutif de la chaire de la cathédrale Saint-Paul de la ville de Liège en Belgique. Cette sculpture représente un homme d'une beauté classique dans sa perfection physique, enchaîné, assis, et presque nu, un drap couvrant ses cuisses. En fait, la statue de Geefs remplace une sculpture créée précédemment par son frère cadet Joseph Geefs, retirée de la cathédrale en raison de son attrait distrayant et de sa beauté malsaine.
Dans la fin des années 1980, une photo du Génie du Mal est devenue le point central de Himmelsweg, installation de l'artiste d'origine liégeoise Jacques Charlier sur le thème du mal séduisant et du danger d'obscurcir la mémoire de l'Holocauste.

## Deux esprits, un site
Le Génie du Mal est installé dans une niche formée à la base de deux escaliers sculptés avec des motifs floraux gothiques.
La balustrade incurvée des escaliers en demi-spirale réaffirme la courbure des ailes rétractées et la coupe du corps.
Les versions de Guillaume et Joseph sont étonnamment semblables au premier coup d'œil et semblent inspirées par le même modèle humain. Pour chacune, l'ange déchu est assis sur un rocher, abrité sous ses ailes ; son torse, ses bras et ses jambes sont nus et ses cheveux descendent jusqu'à la nuque. Les ailes membraneuses sont articulées comme celles d'une chauve-souris, avec une griffe du pouce proéminente ; l'olécrane noueux associe l'anatomie de la chauve-souris et de l'humain pour créer une illusion de réalisme. Un sceptre brisé et une couronne sont tenus à la droite de la hanche. Les deux sculptures en marbre blanc ont des dimensions proches : celle de de Guillaume Geefs mesure 165 par 77 par 65 cm et n'est que légèrement inférieure en hauteur à celle de son frère, qui mesure 168,5 par 86 par 65,5 cm.

## La commande

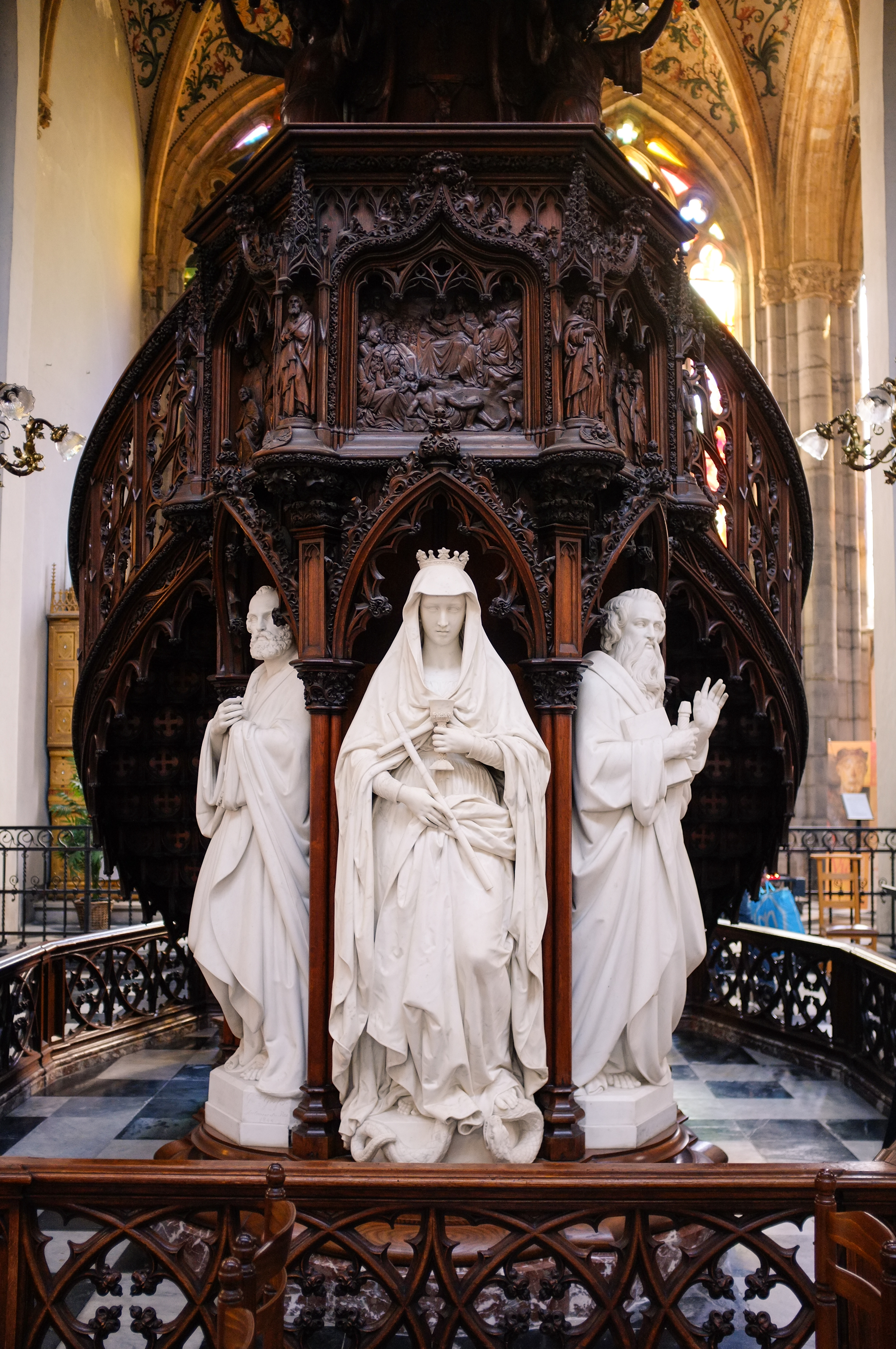
L'avant de la chaire de la cathédrale Saint-Paul de Liège, du côté de la nef. Le Génie du Mal est situé à l’arrière, donnant sur l'un des collatéraux, la chaire entoure une colonne.

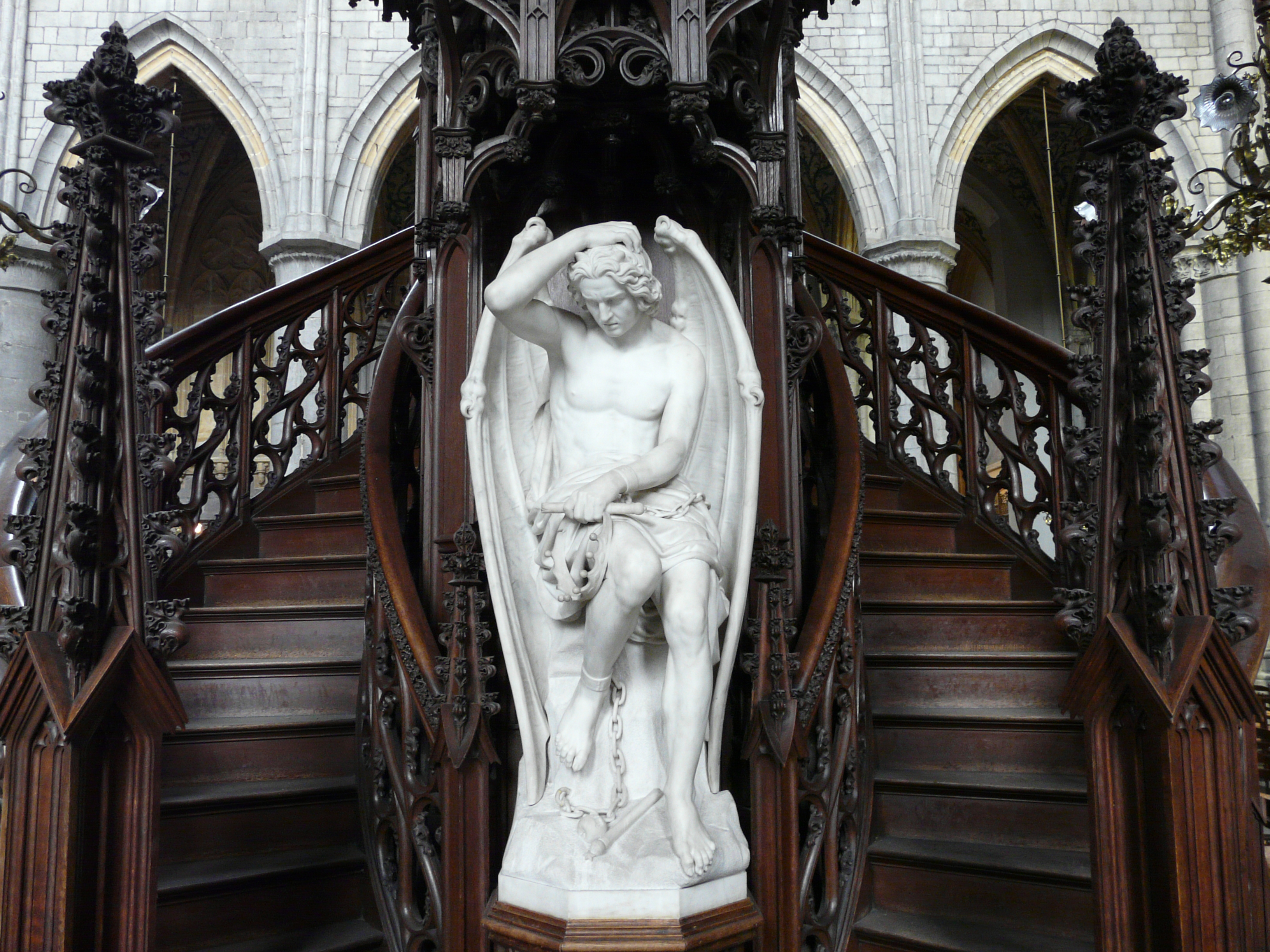
Le Génie du Mal, au dos de la chaire, dans son écrin néogothique de bois avec deux escaliers.

En 1837, Guillaume Geefs a été désigné responsable de la conception de la chaire de Saint-Paul, dont le thème était Le Triomphe de la religion sur le génie du mal. Geefs avait pris de l'importance, créant des sculptures monumentales et publiques en l'honneur de personnalités politiques, exprimant et tirant parti de l'esprit nationaliste qui suivit l'indépendance belge en 1830. Les techniques de réalisme associées à la discipline de retenue néoclassique toutes penchant vers l'héroïsme romantique dans ces œuvres, mais le romantisme s'exprime plus fortement dans le projet de Lucifer.
Dès le départ, la sculpture a été une partie intégrante de la conception de la chaire de Geefs, qui comporte des représentations des saints Pierre, Paul, Hubert le premier évêque de Liège et Lambert de Maastricht son prédécesseur. Un dessin de la chaire par l'illustrateur belge Médard Tytgat, publié en 1900, montre la face avant ; Le génie du mal serait situé à la base de l'escalier sur le côté opposé, mais le livre, dans lequel l'illustration apparaît, omet la mention du travail.
La statue était à l'origine une commande pour Joseph Geefs, qui l'a achevée en 1842 et installée l'année suivante. Elle suscita aussitôt une controverse et fut critiquée pour ne pas représenter un idéal chrétien. D'ailleurs, l'administration de la cathédrale déclara : « Ce diable est trop sublime ». La presse locale a laissé entendre que la sculpture distrayait les jolies filles repenties qui auraient dû écouter les sermons.
L'évêque van Bommel ordonna le retrait de la statue, et le comité de construction passa commande d'une nouvelle version de l'Ange du mal auprès de Guillaume Geefs, qui fut installée en 1848.
Joseph exposa la sculpture à Anvers, en 1843, avec quatre autres œuvres : un groupe de sculptures appelée Le Rêve et les statues individuelles : Sainte Philomène, L'amour fidèle  et L'orphelin du pêcheur. Connue à la fois comme L'Ange du Mal et Le Génie du Mal, la pièce controversée a été reçue plus tard dans les collections des Musées royaux des beaux-arts de Belgique, où elle est demeurée jusqu'en 2009.
Malgré ou à cause de la controverse, le travail de Joseph était admiré au plus haut niveau de la société. Charles-Frédéric de Saxe-Weimar-Eisenach, Grand-duc de Saxe-Weimar-Eisenach, commanda une réplique en marbre dès 1842
L'original a été acheté pour 3 000 florins par Guillaume II, roi des Pays-Bas, et a été mis avec le reste de sa collection en 1850 après sa mort. En 1854, l'artiste vend un moulage en plâtre de la statue au baron Bernhard von Lindenau, l'homme d'état allemand, astronome, et collectionneur d'art.
Le succès de l’œuvre élève Joseph Geefs au rang des plus grands sculpteurs de son époque.
L'ange du mal, ainsi que Amour et Malice de Jean Geefs, font partie des six statues mises en vedette dans un tableau de Pierre Langlet.
L'ange du Mal n'était pas uniformément admiré même comme une œuvre d'art. Quand il apparut dans une exposition internationale en 1862, l'examinateur a critiqué l'œuvre de Geefs comme « dou[ce] et langoureu[se] » et manquant de « muscle », « un diable malade : l'aiguillon de Satan est sorti ».

## «l'une des œuvres les plus troublantes de son temps»

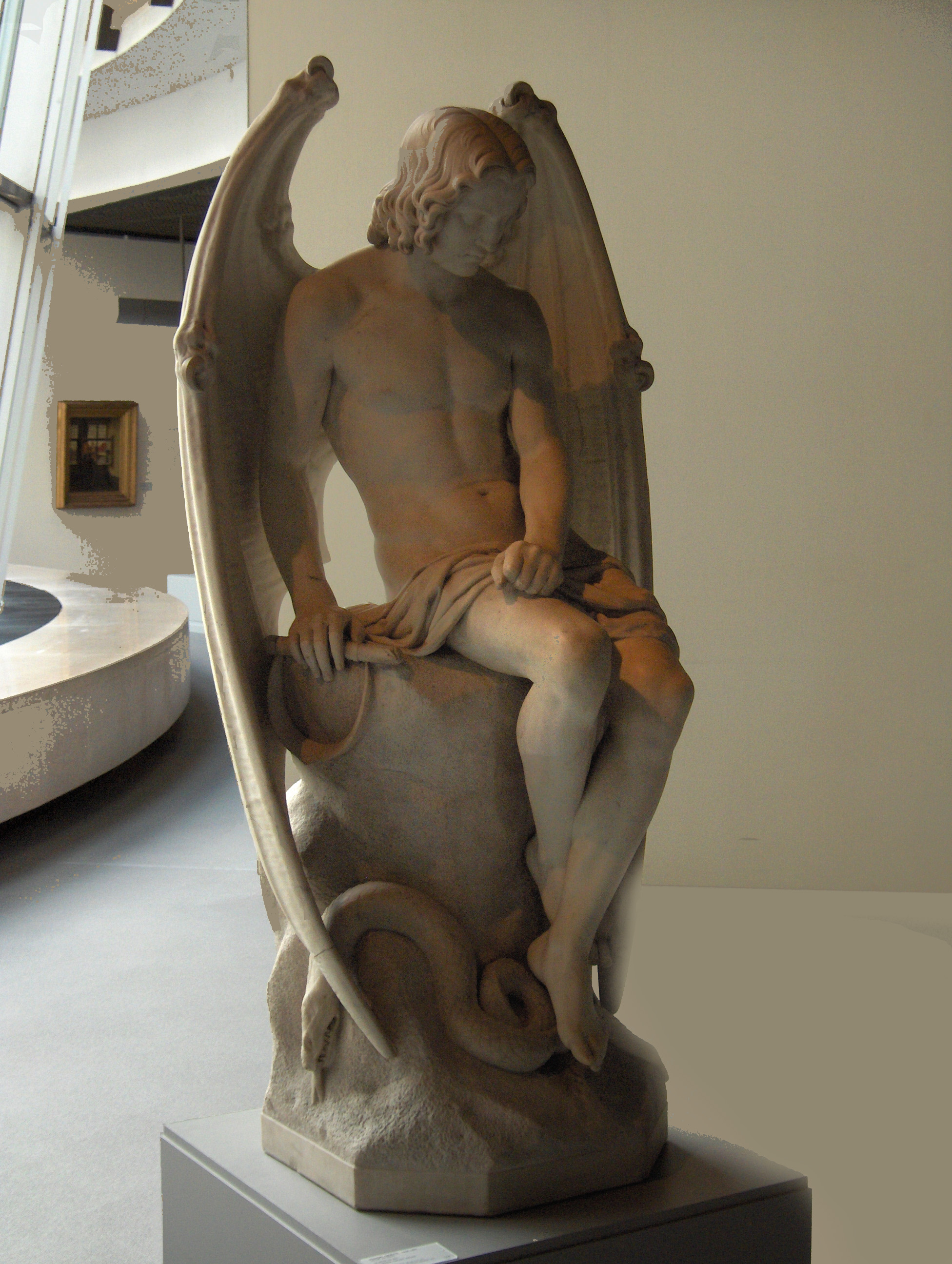
L'ange du mal (1842), signé « Jozef Geefs Anvers ».

À part les ailes de chauve-souris, l'ange déchu de Joseph Geefs a une forme complètement humaine, rendue manifeste par sa quasi-nudité. Un foulard languissant frôle l'aine, les hanches sont dénudées et les cuisses ouvertes forment une allée menant vers l'ombre.
La courbe serpentine de la taille et des hanches joue de l'agencement par rapport aux courbes des ailes. Le torse est apte[Quoi ?] mais jeune, lisse et gracieux, presque androgyne. L'expression de l'ange a été décrite comme « sérieu[se], sombre, même féroce », et le regard jeté vers le bas oriente l'œil du spectateur le long du corps et les cuisses jusqu'à l'écartement des genoux. L'autre élément satanique, en plus des ailes, est le serpent langui sur la base de la roche. L'ange du Mal était surnommée « l'une des œuvres les plus troublantes de son temps ».
Les sculptures de Joseph sont « frappantes par leur finition parfaite et la grâce, la pose élégante et même poétique », mais tout en présentant ces qualités en abondance, L'ange du Mal est un sujet assez exceptionnel :

« Elle illustre en effet l’attrait de l’époque romantique pour les ténèbres, l’abîme, et sa réhabilitation de l’ange rebelle déchu. Les ailes de chiroptère loin d’inspirer la révulsion, forment un écrin mettant en valeur la beauté d’un corps juvénile. »

Comme une sorte d'Adonis ailé l'ange déchu peut être vu comme un développement du nu de l'Adonis allant à la chasse avec son chien de Geefs. L’Ange du mal est rapproché à juste titre du Satan de Jean-Jacques Feuchère, avec une grâce moins diabolique. L'humanisation de Lucifer à travers la nudité est également caractéristique de l’œuvre colossale du sculpteur italien Costantino Corti, exécutée quelques années après les versions de Geefs. Corti dresse son Lucifer frontalement nu, chevauchant un sommet et encadré avec les ailes de son origine d'ange.

## Génie enchaîné
Sans affirmation de l'artiste, on ne peut que supposer que Guillaume Geefs a cherché à répondre aux critiques spécifiques adressées aux travaux de son frère Joseph. Le Génie de Guillaume est moins dénudé, et est marqué plus fortement par l'iconographie satanique, puisque ni homme ni ange. Que Guillaume ait réussi à enlever les « éléments séduisants » relève de la perception individuelle.
Guillaume modifie la direction du regard de l'ange déchu afin de l'éloigner du corps, et les genoux de son Lucifer sont rapprochés de façon protectrice. Le drap est suspendu derrière l'épaule droite et serpente largement sur les cuisses, dissimulant les hanches, sans toutefois couvrir le nombril. En même temps, les parties nues restantes se veulent fermement modelées, en particulier le haut des bras et les pectoraux, pour révéler une masculinité plus définie, musclée. Le bras droit levé permet à l'artiste d'étudier les contractions travaillées des muscles dentelés antérieurs, et le geste et l'angle de la tête de suggérer que le génie est conjuré au châtiment divin.

### Symboles de Lucifer
Guillaume a ajouté plusieurs détails pour renforcer la représentation luciferienne et le thème de la punition :
Aux pieds de l'ange, le « fruit défendu », une pomme avec des marques de morsure, avec au bout du sceptre, l'ornement stellaire qui représente l'étoile du matin, Vénus, appelée entre autres « Lucifer » selon la tradition romaine. Les ongles sont étroits et allongés, comme des serres.
Les cornes permettent de déshumaniser davantage la figure, tout en introduisant une autre note d'ambiguïté. Les cornes sont des caractéristiques de l'animalité satanique ou démoniaque, mais dans une tradition parallèle de l'iconographie religieuse, les cornes représentent des points de lumière. Les dieux de l'Antiquité personnifiant des phénomènes célestes tels que le Soleil ou les étoiles sont représentés avec une aura. Et certaines représentations de Moïse, la plus célèbre étant celle de Michel-Ange, sont sculptées avec des cornes semblables à celles du Lucifer de G. Geefs.

### Lucifer prométhéen
La mise en esclavage de Lucifer, avec des chaines à sa cheville droite et au poignet gauche est un des éléments les plus manifestes de l'inclinaison de l'Ange du Mal.
Au XIXe siècle, des réinterprétations de mythes grecs et chrétiens représentaient Lucifer comme une figure prométhéenne, s'appuyant sur une tradition selon laquelle l'ange déchu a été enchaîné en Enfer tout comme le Titan torturé sur le rocher par Zeus : « Le même Prométhée, comparé au Christ crucifié, est considéré aussi comme un type de Lucifer », écrit Harold Bloom dans ses commentaires sur le classique du XIXe siècle de Mary Shelley, intitulé Frankenstein ou le Prométhée moderne. Dans la typologie folklorique de Alexander Haggerty Krappe, Lucifer est une sorte de croisement entre Prométhée et Loki.
L'ajout des chaînes par Guillaume Geefs remplaçant le serpent de la version de Joseph, affiche la défaite de l'ange, dans le respect pieux de l'idéologie chrétienne du XIXe siècle. À la même époque, la lutte titanesque du génie tourmenté pour se libérer des chaînes métaphoriques était un thème du romantisme qui s'est emparé de la Belgique dans la foulée de la révolution de 1830. Les Belges venaient tout juste d'obtenir leur propre «libération» : au cours des deux décennies qui suivirent, il y eut un engouement pour la sculpture publique, via notamment les frères Geefs, célébrant les leaders de l'Indépendance. L'illustration magnifiquement humaine du rebelle emblématique qui a échoué, a suscité, comme on aurait pu s'y attendre diverses réactions. Le visage souffrant du Génie a été interprété comme exprimant des remords et du désespoir; on peut remarquer qu'une larme glisse de l’œil gauche.

## La Sœur des Anges
Dans un essai 1990, l'historien d'art belge Jacques Lennep examina comment la conception du Génie du Mal a été influencée par le long poème philosophique d'Alfred de Vigny « Eloa ou la sœur des Anges », publié en 1824, qui explore la possibilité de rédemption de Lucifer à travers l'amour,. Dans ce poème narratif, Lucifer cherche à séduire la belle Eloa, ange née d'une larme versée par le Christ à la mort de Lazare de Béthanie. L'amant satanique est « littéralement un beau diable, physiquement superbe, intellectuellement brillant, irrésistiblement charismatique dans le discours et la manière » : en bref, un héros romantique. « Puisque vous êtes beau, dit naïvement Eloa, vous êtes bon sans doute ».
Lucifer déclare « Je suis celui qu’on aime et qu’on ne connaît pas » et dit qu'il pleure pour les esclaves et leur accorde le sursis occasionnel du plaisir ou de l'oubli. Eloa tente de le réconcilier avec Dieu mais Lucifer ne peut pas mettre de côté son orgueil destructeur. En fin de compte, l'amour d'Eloa la condamne à l'enfer avec Lucifer, à qui son triomphe sur elle n’apporte que tristesse,.

## Himmelsweg
En 1986, l'artiste belge Jacques Charlier fait du Génie du Mal l'objet central de son installation artistique, Himmelsweg (« Voie du Paradis »). Une photo encadrée de la sculpture surplombe un guéridon drapé d'un tissu noir. Un boîte transparente sur la table contient trois livres : une étude carmélite sur Satan, un livre scientifique sur l’air, le mémorial des Juifs belges exterminés à Auschwitz. Sur l'étagère du bas du guéridon sont posées des chaînes.
Charlier a décrit son utilisation du Génie du Mal comme « une image romantique qui nous parle de la séduction, du mal et du péché d'oubli ». Le titre allemand du travail se réfère au cynisme nazi pour la rampe d'accès conduisant aux chambres à gaz : « Le Chemin du Paradis mène à l'Enfer ; la Chute est si proche de la Rédemption ».

## Vénération religieuse alternative
Le Génie du mal apparaît parfois sur les blogs, les forums Internet, et d'autres sites qui sont consacrés à d'autres pratiques religieuses telles que le satanisme et luciférisme. Un écrivain voyageur a observé que, dans le XXIe siècle, la sculpture : 

« ... eut un tel succès que les satanistes viennent régulièrement se recueillir sur ses pieds : suffisamment pour engager sa damnation, en effet, son excommunication est envisagée. »